# Джулсбърг
Джулсбърг (на английски: Julesburg) е град в окръг Седжуик, щата Колорадо, САЩ. Джулсбърг е с население от 1467 жители (2000) и обща площ от 3,3 km². Намира се на 1060 m надморска височина. ЗИП кодът му е 80737, а телефонният му код е 970.